# Beim Kreuz
Beim Kreuz ist ein 2783 m ü. A. hoher Gipfel der Villgratner Berge in Tirol.

## Lage und Landschaft
Der flache Gratgipfel liegt in Hauptkamm der Villgratner Berge, zwischen dem Osttiroler Pustertal südlich und dem Defereggental nördlich.
Der Hauptgrat läuft westwärts über die Roßweglscharte zum Regenstein (2891 m ü. A.), und südostwärts über die Kote 2806 (Kreuzkuppe) zum Hochegg (2720 m ü. A.). Südwärts geht der Kamm zum Arnschartl (2632 m ü. A.) und den Arnhörnern (Hohes 2800 m ü. A.).
Südwestlich liegt das Außervillgratener Winkeltal, dem aus dem Kar am Regenstein der Arnbach zugeht. Der Winkeltalbach geht über den Villgratenbach zur Drau. Südöstlich liegt das hinterste Anrasser Kristeinertal mit dem Sichelsee, der Quelle des Kristeinbachs. Dieser Bach entwässert direkt zur Drau bei Mittewald. Nördlich liegt im obersten Zwenewaldtal der Geigensee, der über den Glauritbach und Hopfgarten dann zur Isel, dem Nebenfluss der Drau bei Lienz, entwässert.
Der Gipfel bildet den Grenzpunkt der Gemeinden Anras (Katastralgemeinde Anras), Außervillgraten (nur diese Katastralgemeinde)  und Hopfgarten in Defereggen (nur diese Katastralgemeinde).

## Wege
Westlich, südlich und nördlich führen markierte Wanderwege über die Pässe und verbinden die Seen der Bergregion, ein gutes Dutzend. Der Gipfel selbst ist unmarkiert leicht zu besteigen, wird aber selten begangen.
Nördlich liegt am Geigensee die Glaurithütte (ca. 2430 m ü. A.), eine kleine Selbstversorgerhütte.